# Janez Krstnik Gedenelli
Janez Krstnik Gedenelli, tudi Janez Krstnik Bernardini, ljubljanski župan v 17. stoletju.
Gedenelli / Bernardini se je sprva pisal Chidinelli (Gedenelli). Bil je trgovec z železom in drugim blagom. Župan Ljubljane je bil v letih 1610, 1611, 1613, 1614, 1615, Leta 1616 se je županovanju odrekel, kljub temu pa je kot župan deloval še v letih 1622 in 1625. Njegovo delo je prevzel Mihael Preiss.